# Dream a Little Dream
Dream a Little Dream ist eine US-amerikanische Filmkomödie aus dem Jahr 1989 von Marc Rocco.

## Handlung
Bobby Keller ist heimlich in Lainie Diamond verliebt und teilt sich gemeinsam mit Ike Baker Coleman Ettingers Träume. Coleman, der direkt neben Bobbys Schule wohnt, erklärt seinem Freund Ike, dass er Träume untersuche und kurz davorstehe, das Geheimnis des Träumens klären zu können, was er mit seiner geliebten Frau Gena erproben wolle. Gemeinsam mit ihr macht er abends in seinem Garten Konzentrationsübungen, Meditation und Tai Chi. Dabei konzentrieren sie sich so sehr, dass sie Bobby und Lainie, die zufällig vorbeilaufen, mit einem Zusammenstoß in sich aufnehmen. Coleman und Gena verschwinden, und ihr Geist geht jeweils in  den Körper von Bobby und Lainie über. Coleman hat die komplette Kontrolle über Bobbys Körper erlangt und macht sich auf, Gena zu finden, weswegen er den Versuch unternimmt, sich Lainie zu nähern. Doch Genas Geist war nicht stark genug, um Lainies Körper zu übernehmen, weswegen sie zwar in ihr ist, aber Lainie immer noch die Kontrolle über sich hat.
In Colemans Traum rät Bobby ihm, wie er sich nun verhalten soll. Er sagt ihm auch, dass er sich beeilen soll, damit er Gena nicht verliert und gibt ihm den Rat, sich so zu verhalten wie er selbst, Bobby, sich Lainie gegenüber verhalten würde, um eine Chance bei ihr zu haben. Doch als Coleman versucht, sich wie Bobby zu verhalten, verfehlt das seine Wirkung bei Lainie. Daraufhin verhält er sich Lainie gegenüber wie ein Gentleman, um ihr zumindest nahe sein zu können. Als er ihr jedoch erzählt, dass sie ein altes verliebtes Ehepaar seien, verschreckt er sie mit dieser Wahrheit. Bevor sie vor ihm flüchtet, bittet er sie darum, auf ihre Träume zu hören, denn wenn er die Wahrheit spreche, so werde sie sich an den Traum erinnern. Lainie teilt sich anschließend den gleichen Traum mit Coleman, wodurch sie ihm nicht nur glaubt, sondern auch realisiert, dass er nicht sie, sondern nur seine geliebte Ehefrau Gena zurückhaben will.
Lainie will Coleman nun helfen, seine letzte Chance zu nutzen, seine Frau wiederzubekommen. Sollte Lainie nur noch einmal einschlafen und träumen, so wäre Gena für immer verloren. Also willigt sie dem Experiment von Coleman zu und versucht sich zu konzentrieren. Doch beide werden von Lainies Mutter unterbrochen, die ihrer Tochter verbietet, sich fortan mit Bobby zu treffen. Coleman ist entsetzt und hört nur noch Lainies Versprechen, dass sie nicht eher schlafen und träumen werde, bevor das Experiment abgeschlossen sei. Lainie wird daraufhin nach Hause gezerrt und mit Schlaftabletten ruhiggestellt. Zwar beeilt sich Coleman, noch rechtzeitig bevor Lainie eingeschlafen ist, zu erscheinen, aber es ist bereits zu spät. Lainie ist eingeschlafen. Coleman ist entsetzt und geht traurig nach Hause, um sich selbst schlafen zu legen. Doch als er am nächsten Morgen aufwacht, scheint alles wieder in Ordnung zu sein. Seine Frau Gena ist wieder da, ohne, dass sie weiß, was passiert ist und Bobby und Lainie sind nun ein Paar.

## Kritik
In der Chicago Sun-Times kritisierte der renommierte Filmkritiker Roger Ebert, dass man einerseits von den ganzen Körpertauschfilmen müde und dass der Film „taktvoll ausgedrückt, unverständlich“ sei. Die Handlung sei ein „unorganisiertes Durcheinander und der Regisseur, Marc Rocco, ist nicht in der Lage, diese einfältige Geschichte“ klar darzustellen. Insgesamt sei der Film „aggressiv unschaubar“.
Auch Walter Goodman von der liberalen Tageszeitung New York Times meinte, dass der Film „unklar [...], unzusammenhängend, [und] unverständlich“ sei.
Richard Harrington meinte in der Washington Post, dass der Film einen „benommen und verwirrt“ zurücklasse, weil man „nach zwei qualvollen Stunden“ immer noch nicht wisse, worum es in dem Film ginge. Er bescheinigte dem Regisseur auch „ein Gefühl für Suspense, denn gerade als man denkt, es könne nicht mehr schlimmer werden, wird es das.“
Das Lexikon des internationalen Films meinte: „Weitgehend reizlose Unterhaltung, der Humor und tieferer Sinn fehlen. Das Beste am Film ist die Gestaltung des Abspanns.“ In Deutschland startete er am 6. Juli 1989 und ist seit dem 30. Juli 1990 auf VHS und seit dem 23. Oktober 2009 auf DVD erhältlich.

## Soundtrack
1. "Dream a Little Dream of Me" – Mickey Thomas – 2:52
2. "Time Runs Wild" – Danny Wilde – 4:44
3. "Whenever There's a Night" – Mike Reno – 3:34
4. "Dreams Come True (Stand Up and Take It)" – Lone Justice – 4:05
5. "Into the Mystic" – Van Morrison – 3:30
6. "It's the End of the World as We Know It (And I Feel Fine)" – R.E.M. – 4:00
7. "Rock On" – Michael Damian – 3:21
8. "You'd Better Wait" – Fee Waybill – 3:21
9. "Never Turn Away" – Chris Thompson – 3:07
10. "I've Got Dreams to Remember" – Otis Redding – 3:12
11. "Dream a Little Dream of Me" – Mel Tormé – 2:51

## Veröffentlichung
Der Film startete am 3. März 1989 in den US-Kinos und konnte etwas mehr als 5,5 Mio. US-Dollar einspielen.